# Оне (Німеччина)
Оне (нім. Ohne) — громада в Німеччині, розташована в землі Нижня Саксонія. Входить до складу району Графство Бентгайм. Складова частина об'єднання громад Шютторф.
Площа — 9 км2. Населення становить 575 ос. (станом на 31 грудня 2021).